# Antoine Kohlmann
Pour les articles homonymes, voir Kohlmann.
Antoine Kohlmann (aux États-Unis : Anthony Kohlmann), né le 28 juin 1771 à  Kaysersberg (Alsace) et décédé le 10 avril 1836 à Rome, était un prêtre jésuite français (alsacien), missionnaire dans l'est des États-Unis, fondateur et administrateur apostolique du diocèse de New York, directeur de collèges et plus tard (1824) professeur de théologie à l’Université grégorienne à Rome.  

## Biographie

### Jeunesse et premières années
Né à Kaysersberg (Alsace) le 28 juin 1771, Antoine Kohlmann a 18 ans et se trouve au séminaire de Strasbourg lorsque la Révolution française éclate (1789). Il part en exil pour poursuivre à Fribourg, en Suisse, une formation qui lui permette d’être prêtre. Il est ordonné prêtre à Fribourg le 26 mars 1796 et entre peu après dans la Compagnie du Sacré-Cœur, un institut religieux fondé par Léonor deTournely pour prendre la relève de la Compagnie de Jésus supprimée en 1773.  Kohlmann œuvre dans des hôpitaux militaires d’Autriche et d’Italie. Il est particulièrement actif durant l’épidémie de Hagenbrunn en 1799. 
La même année, la Compagnie du Sacré-Cœur et un autre institut ignacien, la Compagnie de la foi de Jésus, fusionnent. En tant que Père de la Foi, Kohlmann est recteur du séminaire de Dillingen, en Allemagne (1800-1802), puis directeur des collèges de Berlin et d’Amsterdam.

### Admission chez les Jésuites
À Amsterdam, Kohlmann est en contact avec le père Adam Beckers, curé de l’église de Krijtberg, qui venait d’être réadmis dans la Compagnie de Jésus en Russie.  Ce dernier lui conseille de faire la même démarche. Après deux ans d’attente (1803-1805) passée au collège de Kensington (Angleterre), Kohlmann reçoit du père Gabriel Grüber, supérieur des Jésuites en Russie, sa lettre d’admission. Il part immédiatement faire son noviciat à Dunabourg (maintenant Daugavpils, en Lettonie). le 28 juin 1805.
Un an plus tard, bien qu’encore novice, il est envoyé avec le père Pierre Epinette au Maryland pour y soutenir la mission catholique nouvellement rétablie. Il est assistant du maître des novices, Francis Neale, à Georgetown (maintenant à Washington). L’évêque de Baltimore, John Carroll, l’envoie plusieurs fois visiter les communautés catholiques allemandes de Pennsylvanie, Virginie et Maryland.   

### Administrateur apostolique à New York
En 1808, le père Kohlmann est nommé vicaire général, puis administrateur apostolique, du diocèse de New York tout récemment créé (1808), le premier évêque, Mgr Concanen, étant empêché. Kohlmann est, de facto, le fondateur du diocèse de New York. Il y réconcilie plusieurs curés en conflit avec leur évêque, John Carroll (de Baltimore). En 1809, il pose la première pierre de la première cathédrale Saint-Patrick.
Il a compris l’importance de la ville dans l’avenir de la jeune république des États-Unis et s’investit dans l’éducation. Il ouvre une école de garçons, invite les Ursulines pour l’éducation féminine et ouvre un orphelinat. 
En 1813, il est au centre d’une cause célèbre en refusant de révéler le nom d’un voleur qui, sous le secret de la confession, lui avait restitué des biens volés. Malgré l’insistance du propriétaire qui s’adresse à la justice pour faire pression sur lui, le père Kohlmann reste inflexible et obtient gain de cause.  L’affaire fait grand bruit, et New York, puis 29 autres États américains. reconnaissent le droit des ministres du culte de ne pas révéler ce qu’ils connaissent de par le sacrement de la confession. 

### Supérieur au Maryland
En 1815, un nouvel évêque (John Connolly) étant arrivé à New York, Kohlmann retourne au Maryland où il est maître des novices (1815-1817) puis supérieur de la mission (1817) et de plus, l’année suivante, recteur du collège de Georgetown. Non sans rencontrer de l’opposition parmi ses confrères jésuites qui estimaient devoir avant tout rétablir d’anciennes missions, Kohlmann pousse à l’éducation et la création de collèges dans les nouvelles villes américaines. 

### Théologien et professeur à Rome
Kohlmann est recteur du séminaire de Washington (depuis 1820) lorsqu’il est appelé à Rome en 1824 par le Supérieur Général des Jésuites. Luigi Fortis, pour tenir la chaire de théologie dogmatique à l’Université grégorienne, qui, la même année, est à nouveau confiée par Léon XII aux Jésuites. Parmi ses étudiants est Gioacchino Pecci, le futur Léon XIII. 
À Rome, il est également consulteur à la ‘Congrégation des Réguliers. Sainte Euphrasie Pelletier reconnaîtra que c’est grâce à lui que sa Congrégation du Bon pasteur reçut sa reconnaissance canonique (en 1835). 
Dans les dernières années de sa vie, Kohlmann passe de nombreuses heures dans son confessionnal du Gesù et réconcilie le théologien oratorien allemand Augustin Theiner avec l’Église. Il meurt à Rome le 10 avril 1836. 

## Écrits
- (Sous le nom de William Sampson): The Catholic Question in America: Whether a Roman Catholic Clergyman be in any case compellable to disclose the secrets of auricular Confession, New York, 1813.
- Unitarianism, philosophically and theologically examined, (2 vol.), 1821.